# Альтмарк
52°43′00″ пн. ш. 11°24′00″ сх. д. / 52.716666666667° пн. ш. 11.4° сх. д.
Альтмарк (укр. «Стара марка») — регіон на півночі землі Саксонія-Ангальт. Історичний культурний ландшафт простягається від Дравена на заході до Ельби на сході, межує з Магдебурзьким Бордом на півдні та з Вендландом на півночі. Назва Альтмарк вперше з'явилася в 1304 році — Antiqua Marchia (Alte Mark) — і вказує на його важливість як відправної точки на західній Ельбі для створення Бранденбурзької марки. Квітчасті характеристики, такі як «колиска Бранденбурга» або навіть «колиска Пруссії», також стосуються цього. В цілому він належав до цього маркграфства та прусської держави, що виникла з нього, від часу заснування марки Бранденбург. Сьогодні Альтмарк розділений на район Альтмарк Зальцведель і район Штендаль. Лише оскільки округ Стендаль також включав території на схід від Ельби, вони історично належали Єрихову та Прігніцу та іноді включалися до Альтмарка.

## Природна структура

### Характеристика
Альтмарк включає північ Саксонії-Анхальт як частину Північнонімецької низовини. Важливими водоймами є річки Єтце, Мілде-Бізе-Аланд і Арендзе. На південному сході Альтмарк має частку в Кольбіц-Летцлінгер-Хайде. Будучи одним із найстаріших культурних ландшафтів у Німеччині, Альтмарк складається з сільськогосподарських низовин, а також напівприродних низовин з лісами та пустощами, таких як Кольбіц-Летцлінгер-Хайде. Природно, що на сході і північному сході вона обмежена низовиною долини Ельби і Віше. На південному заході є дуже чітке розмежування з низовинами Дремлінг і Оре, тоді як перехід на заході та північному заході до передової частини Люнебурзької пустища ледве помітний.
Ґрунтовий покрив характеризується сильним переплетенням орних земель і лісів, причому орні землі переважають у більшості частин, але ліси між Арендзе та Остербургом. У Кольбіц-Летцлінгер-Хайде, яка була в основному знелюднена для використання у військових цілях, є великі суміжні ліси.

### Походження
Ландшафт в основному сформувався в передостанній льодовиковий період, Заальський льодовиковий період, і тому належить до старої моренної країни. Лише невеликі території на схід від Ельби були досягнуті та сформовані внутрішнім льодом Вейхсельського періоду. Тут зустрічаються молоді вейхсельські кінцеві морени (Камеранські гори). Значні частини основної території на захід від Ельби, з іншого боку, вкриті пласкими або м'яко хвилястими грунтовими моренами. Великі частини низинних наземних морен були поховані льодовиковими долинами і утворюють майже рівні площі, які сьогодні здебільшого трохи вкриті торфовими болотами. Нинішні досить малі річки лише неповно заповнюють великі низовини. Більш високі ділянки старих ґрунтових морен виступають із низин у вигляді острівних плит (наприклад, Кальбешер Вердер). Починаючи від Кольбіц-Летцлінгер-Хайде, кінцева морена Саальська тягнеться з півночі на північний захід. Там знаходяться найвищі висоти Альтмарки. Гельберге біля Зіхтау піднімається на 160 метрів над рівнем моря, «Pistolsche Berg»(укр. Пістолетна гора) біля Бонезе 121 метр над рівнем моря. Ельбська низовина на сході та північному сході від Альтмарка та Єтценська низовина на північ від Зальцведеля особливо низькі. Рівень земної поверхні тут нижче 20 метрів над рівнем моря.

### Води
До розширення Альтмарка на схід, Ельба та Гафель лише незначно торкалися Альтмарка, але тепер вони протікають через східну частину Альтмарка. Є також багато менших річок. Річки та струмки системи Йетце-Пурніц на заході, системи Мілде-Бізе-Аланд посередині та системи Ухте-Аланд на сході, які беруть свій початок у Альтмарку, слідують загальному схилу на північ і походять з перших двох периферійних областей південного хребта.
Особливістю є Арендзе на півночі Альтмарка, де в іншому випадку є лише кілька природних озер. Він не утворився під час льодовикового періоду, а утворився після розчинення (суброзії) і подальшого обвалення соляного купола під землею. Менші природні озера, такі як Камернше Зе, в основному знаходяться вздовж Ельби і є переважно старими ділянками річки.

### Ґрунти і рослинність
Характерною особливістю ґрунтів Альтмарку є незначне чергування піщаних і супіщаних типів ґрунтоутворюючого субстрату. Таким чином, врожайність ґрунтів коливається від дуже родючих до вкрай малородючих. На зандрах і внутрішніх дюнах переважають асоціації регосолів і підзол. На кінцевих моренах і ґрунтових моренних плитах переважають буроземні ґрунти і лісоподібні породи. У низинах, особливо на північному сході Альтмарку, Віше, зустрічаються ґрунти під впливом перезволоження та ґрунтових вод, такі як глейові, а також торфові болота. Найродючіші ґрунти Альтмарку сформувалися навколо Кльотце на обмеженій піщано-лісовій ділянці.
На помірно зволожених моренних плитах домінує дубово-буковий ліс як потенційна природна рослинність, а на піщаних ділянках росте сосна. Сучасне землекористування є різноманітним і складається приблизно на третину з лісів, луків та орних земель.

## Історія
Ручна сокира з Гервіша, яка була знайдена в 1957 році поблизу Гервіша в районі Єриховської землі, є доказом того, що в районі Альтмарк були ранні неандертальці.

### Рання історія до пізнього середньовіччя
Значні сліди заселення можна виявити пізніше, ніж на лесових ділянках, що межують з півдня, лише в мідно-кам'яному віці. Знахідки, у тому числі численні мегалітичні гробниці, відносять до кльтури лійчастого посуду, для регіонального варіанту якої характерна кераміка з глибоким гравіюванням.
Територія належала до вузької ясторфської культури в період доримського залізного віку. Наприкінці 2-го століття нашої ери в Альтмарку були створені більші кладовища, що, можливо, свідчить про більший приплив груп. У будь-якому випадку, регіон, схоже, постійно заселявся ельбо-германськими групами, серед яких виділяються лангобарди. У місцевих джерелах є кілька згадок про них. Приблизно з 600 року по Єтцелю відбувалася імміграція саксів на північному заході та слов'ян на сході. Карл Великий завоював цю територію, коли підкорив саксів, і з того часу вона входила до складу Франкської, а потім Східно-франкської імперії. У церковному відношенні підпорядковувався єпископствам Верденському і Гальберштадтському.
Після великого слов'янського повстання 983 року сакси контролювали лише західносаксонську частину Нордмарку, яка пізніше стала Альтмарком. У 1056 році цей залишок Нордмарку був переданий Удо I, графу Стаде, нащадки якого потім стали називати себе Удоден. Після їх вимирання імператор Лотар ІІІ у 1134 році віддав асканському Альбрехту І цю територію, яка тепер стала відправною точкою для завоювання східно-ельбських територій. Після остаточного захоплення Бранденбургу в 1157 році Нордмарк став частиною марки Бранденбург з Альбрехтом I на посаді маркграфа. Після вимирання бранденбурзького роду Асканіїв, Бранденбурзька марка і, відповідно, Альтмарк з 1324 року перейшли під владу династій Віттельсбахів і Люксембургів, які з 1356 року отримали право називати себе курфюрстами і разом з імператором Карлом IV перетворили Тангермюнде на вторинну резиденцію Праги. У 1415 році, після майже столітніх заворушень і смути в Марці, Гогенцоллерни розпочали своє правління над курфюршеством Бранденбург і Альтмарк.

### Сьогодення

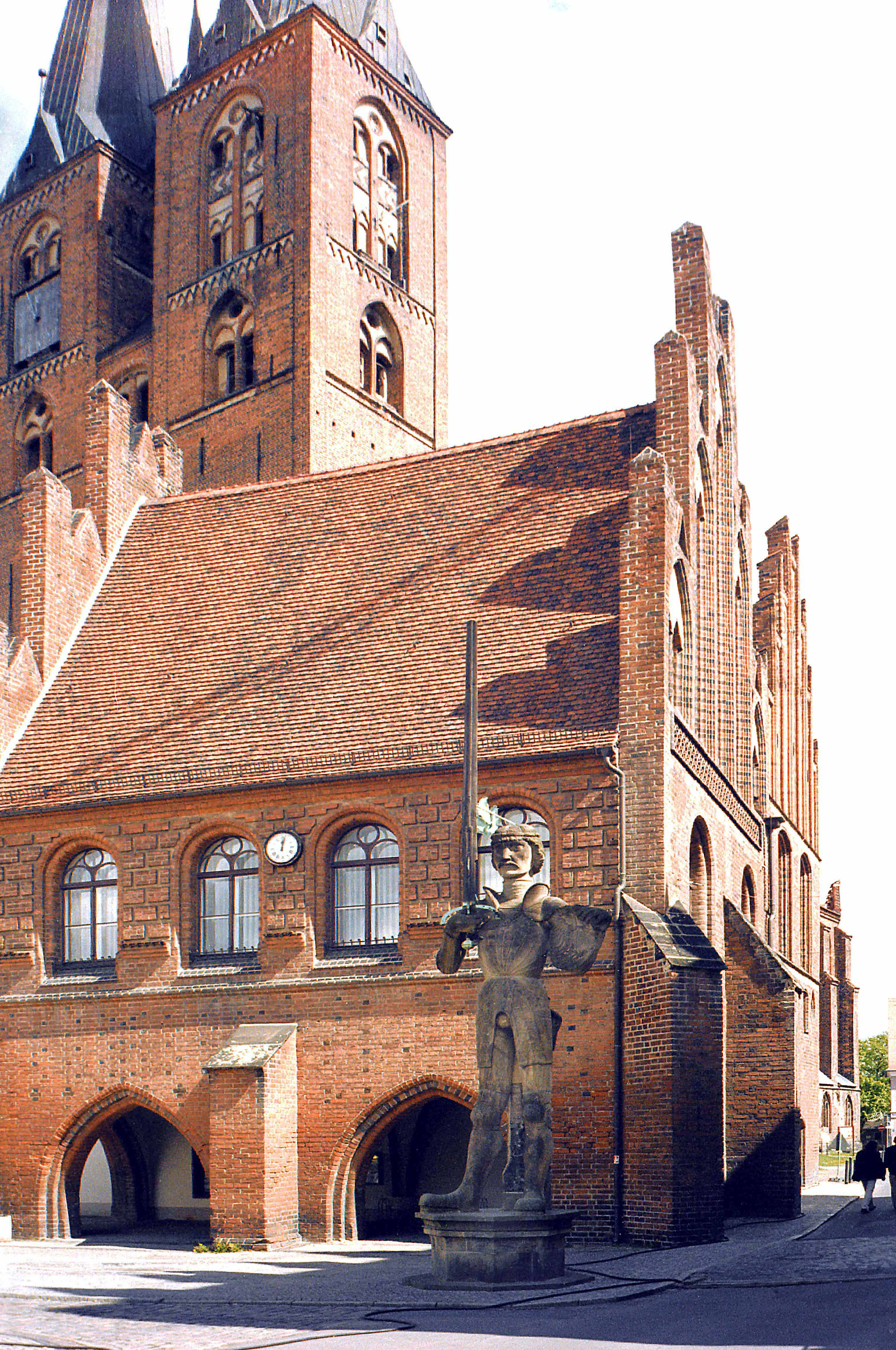
Роланд в місті Штендаль

Альтмарк належав до Курмарку, який становив найбільшу частину Бранденбурзької марки. Бранденбурзька марка перетворилася на основну провінцію Прусської держави, що виникла у XVIII столітті. Альтмарк був однією з чотирьох «провінцій» Курмарку і поділявся на шість районів, якими керували районні ради: район Штендаль, район Тангермюнд, район Арнебург, район Зеєхаузен, район Арендзе і район Зальцведель. Після поразки Пруссії у Наполеонівських війнах у 1806 році Альтмарк увійшов до складу Вестфальського королівства. Після Віденського конгресу 1815 року був приєднаний до прусської провінції Саксонія і поділений на округи Зальцведель, Гарделеген, Остербург і Штендаль.
Навесні 1945 року Альтмарк став кінцевим пунктом кількох евакуаційних транспортів та маршів смерті з нацистських концтаборів у північній та центральній Німеччині. Сьогодні їх пам'ять вшановує міжнародно визнаний меморіал «Фельдшафт Ізеншніббе Гарделеген» у Гарделегені.
Після розпаду Пруссії у 1947 році Альтмарк належав до землі Саксонія-Ангальт, після адміністративної реорганізації у складі НДР з 1952 по 1990 рік — до Магдебурзького округу, відтоді знову до землі Саксонія-Ангальт.
У 1994 році районна реформа в Саксонії-Ангальт вперше призвела до серйозних змін у демаркації кордонів і до зміни концепції регіону. Колишнє місто Оебісфельде та село Кальворде вирішили приєднатися до округу. Відтоді вони орієнтуються на Магдебурзький регіон (Ельба-Бьорде-Хайде). Історично, однак, жодне з цих місць не належить до Альтмарку. До 1807 року Оебісфельде входив до 3-го округу лісового округу герцогства Магдебург і був включений до складу округу Гарделеген лише при його утворенні в 1815 році. До 1942 року Кальворде належав до герцогства/землі Брауншвейг і лише потім був включений до складу провінції Саксонія, пізніше землі Саксонія-Ангальт. На відміну від цього, східно-ельбський район Гавельберг, утворений лише в 1952 році з частин колишнього прусського району Єріхов II і міста Гавельберг з колишнього прусського району Вест-Прігніц, був приєднаний до нового Великого округу Штендаль.
З 2002 по 2007 рік Альтмарк був одним з 18 регіонів у федеральному модельно-демонстраційному проекті «Активні регіони – держава формує майбутнє».

### Історичне дослідження
З 1838 року дослідженням передісторії та історії Альтмарку займається Альтмаркське товариство вітчизняної історії, яке з 1990 року повернулося до Зальцведеля. Важливими краєзнавцями у 19 столітті були професор гімназії Йоганн Фрідріх Даннейл (1783—1868) та аптекар Теодор Цехлін (1818—1895). У 1972 році вчитель Хартмут Бок з Юбару заснував робочу групу «Junge Archäologen der Altmark e. V.» (укр. «Молоді археологи Альтмарку»), яка відтоді працює за старими зразками.

## Міста і важливі місця в Альтмарку

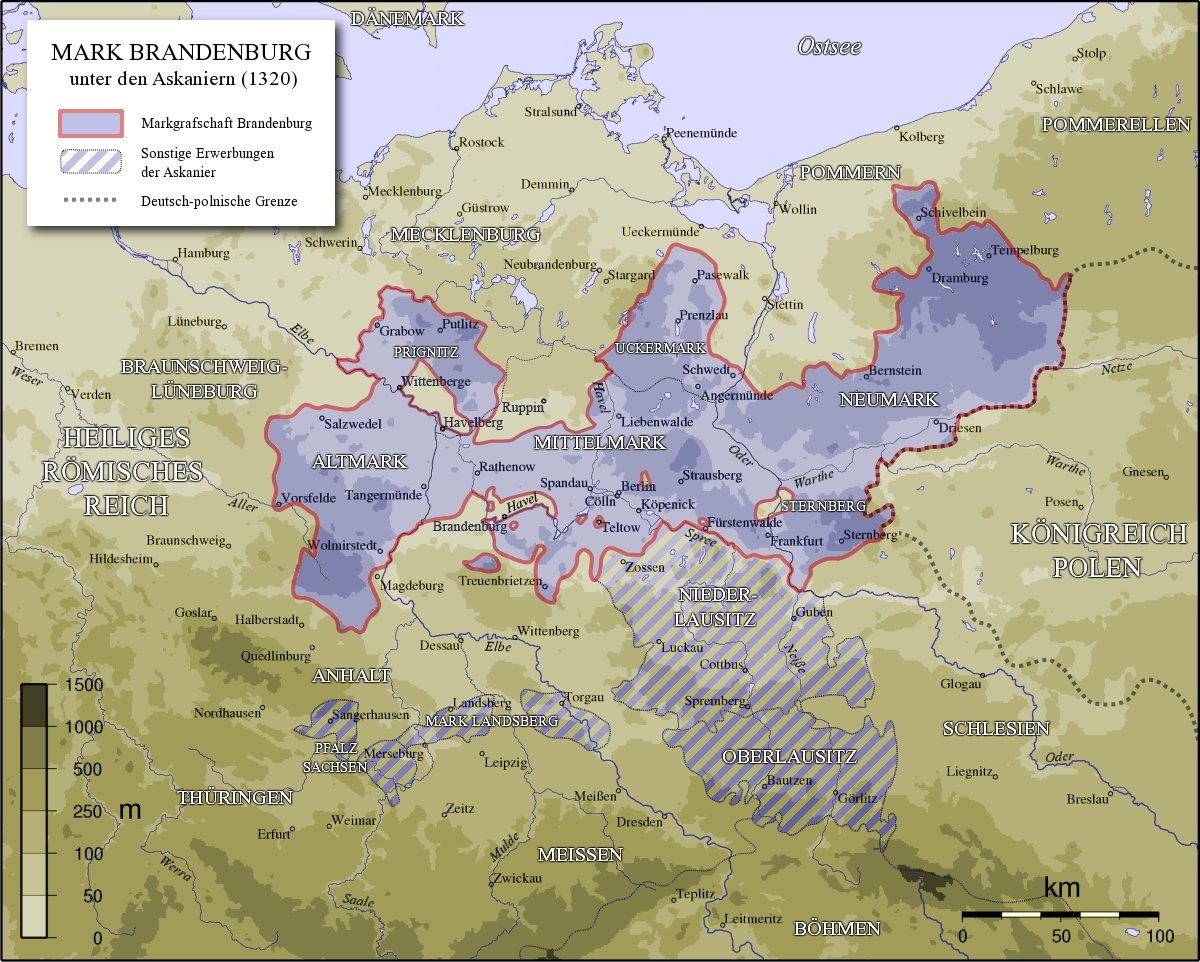
Бранденбурзька марка при Асканіях (1320 р.) з Альтмарком на захід від Міттельмарку і Ноймарку, а також на південний захід від Уккермарку

Трьома найбільшими та найважливішими містами землі Альтмарк є Штендаль, Гарделеген та Зальцведель. Разом з чотирма іншими містами Альтмарку (Тангермюнде, Остербург, Зеєхаузен і Вербен) вони входили до Ганзейського союзу. У 13-15 століттях сім міст Альтмарку були багатими, добре укріпленими торговими містами і разом утворили Альтмаркську лігу міст, з якою демонстрували єдність на Ганзейських днях. Кінець ганзейському пануванню Альтмаркських ганзейців було покладено після кривавого придушення повстань проти беїв, запровадженого курфюрстом навесні 1488 року. Внаслідок цієї поразки старомаркські міста були змушені вийти з усіх союзів, у тому числі Ганзейського союзу, і втратили численні права, зокрема, право карбувати монету. Лише Штендаль і Зальцведель залишалися членами Ганзи аж до їх виключення у 1518 році. Починаючи з 16 століття, сім ганзейських міст розвивалися дуже по-різному. Сьогодні всі вони є членами Ганзейського союзу нового часу.
Список міст землі Альтмарки:
- Зальцведель
- Оебісфельде
- Арендзе
- Зеєхаузен
- Дісдорф
- Бетцендорф
- Кльотце
- Мієсте
- Гарделеген
- Кальбе (Мілде)
- Бісмарк
- Остербург
- Штендаль
- Гавельберг
- Тангермюнде
- Тангерхютте
- Ухтспрінге

### Сільська місцевість та малі міста
Крім ганзейських міст, на території сучасного Альтмарку розташовано ще шість міст (Арендзе, Арнебург, Бісмарк, Кальбе (Мілде), Кльотце і Тангерхютте), які, на відміну від міст Альтмаркського союзу земель, не були укріпленими і важливими торговими містами в пізньому середньовіччі. Вони виникли з поселень або латок біля замків, побудованих відповідними государями для захисту своїх кордонів. Арнебург вважається найстарішим містом землі Альтмарк. На відміну від нього, Кльотце, який до 1815 року був резиденцією герцогства Брауншвейг-Люнебург, отримав статус міста лише у 19 столітті, а Тангерхютте перетворився з села в процесі індустріалізації. Колишнє місто Оебісфельде (район Берде) історично входило до складу Альтмарку, але зараз віднесено до регіону Ельба-Берде-Хайде.

### Міста Східної Ельби

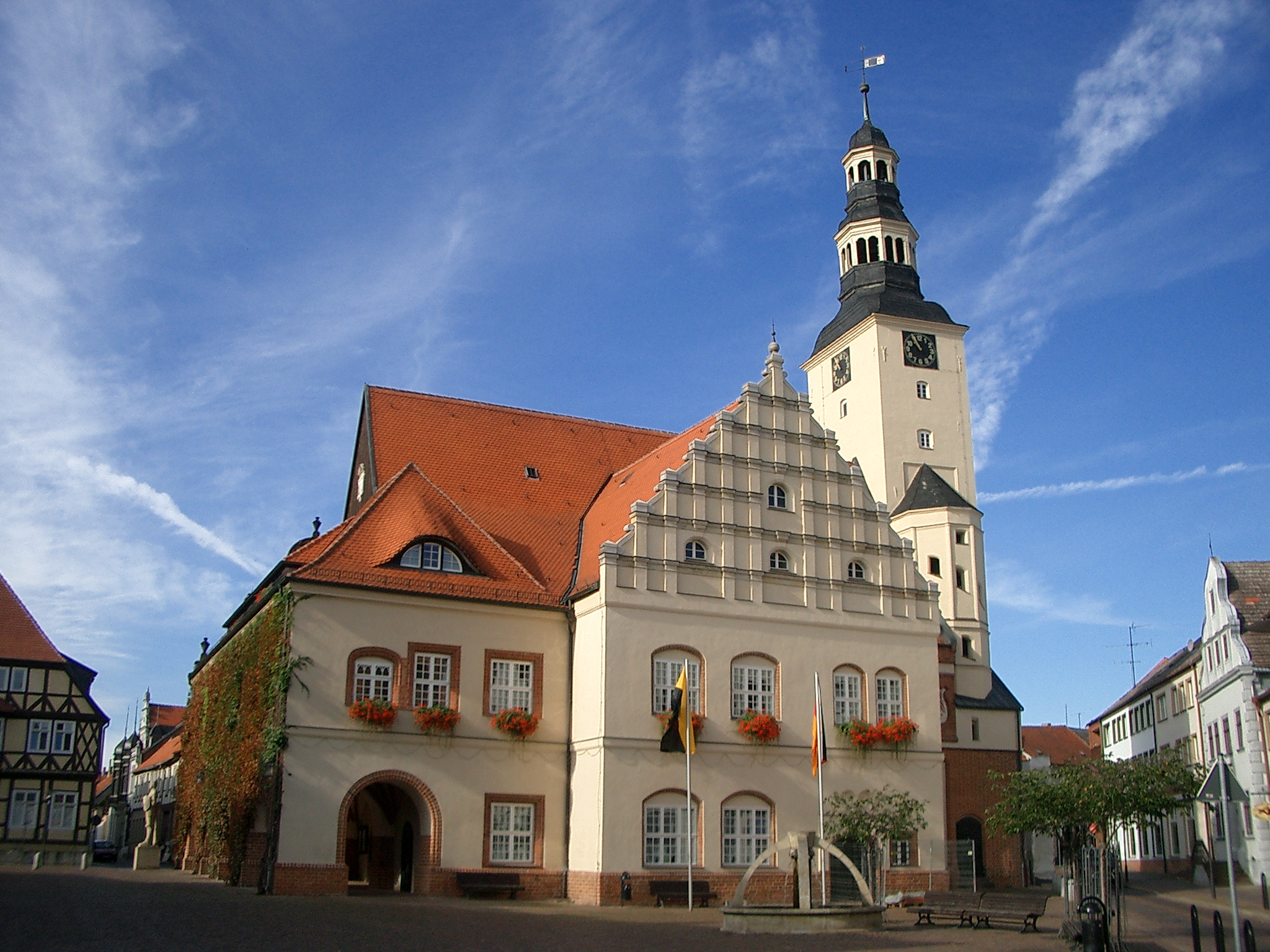
Ратуша Гарделегена

Ганзейське місто Гавельберг, яке історично було частиною Прігніца, розташоване в колишньому районі Західний Прігніц, орієнтується на Альтмарк лише з моменту заснування Магдебурзького округу в 1952 році. На противагу цьому, невелике містечко Сандау, яке розташоване лише за кілька кілометрів на південь від Гавельберга, до заснування району Гавельберг належало до округу Єрихів ІІ.

### Райони та місцевості регіонального значення
Перш за все в західному Альтмарку, де набагато менше поселень отримали міські права, ніж на східному кордоні вздовж Ельби, деякі села розвинулися у більші місцевості регіонального значення (Бетцендорф і Мієсте) або в райони (Апенбург і Дійсдорф). Здебільшого вони були родовою резиденцією шляхти з замком або розвивалися як поселення навколо монастиря. Найважливішим місцем на сході регіону без прав міста є Шенгаузен.

### Села
В Альтмарку є як вуличні села, так і скупчені села, в яких є багатосторонні двори, житловий будинок карнизом звернений на вулицю. Численні села мають романські сільські церкви з ретельно мурованими стінами з цегли або польового каменю. У деяких з цих церков вежа є романською, а нава — більш пізнього часу. Романські церкви, як правило, не склепінчасті, лише у вежі зустрічаються бочкоподібні склепіння.
В Ельбській низовині також є поселення, де садиби розкидані вздовж сільської дороги.
У північно-західному Альтмарку на кордоні з Ганноверським Вендландом все ще є кілька круглих сіл.

## Економіка і туризм

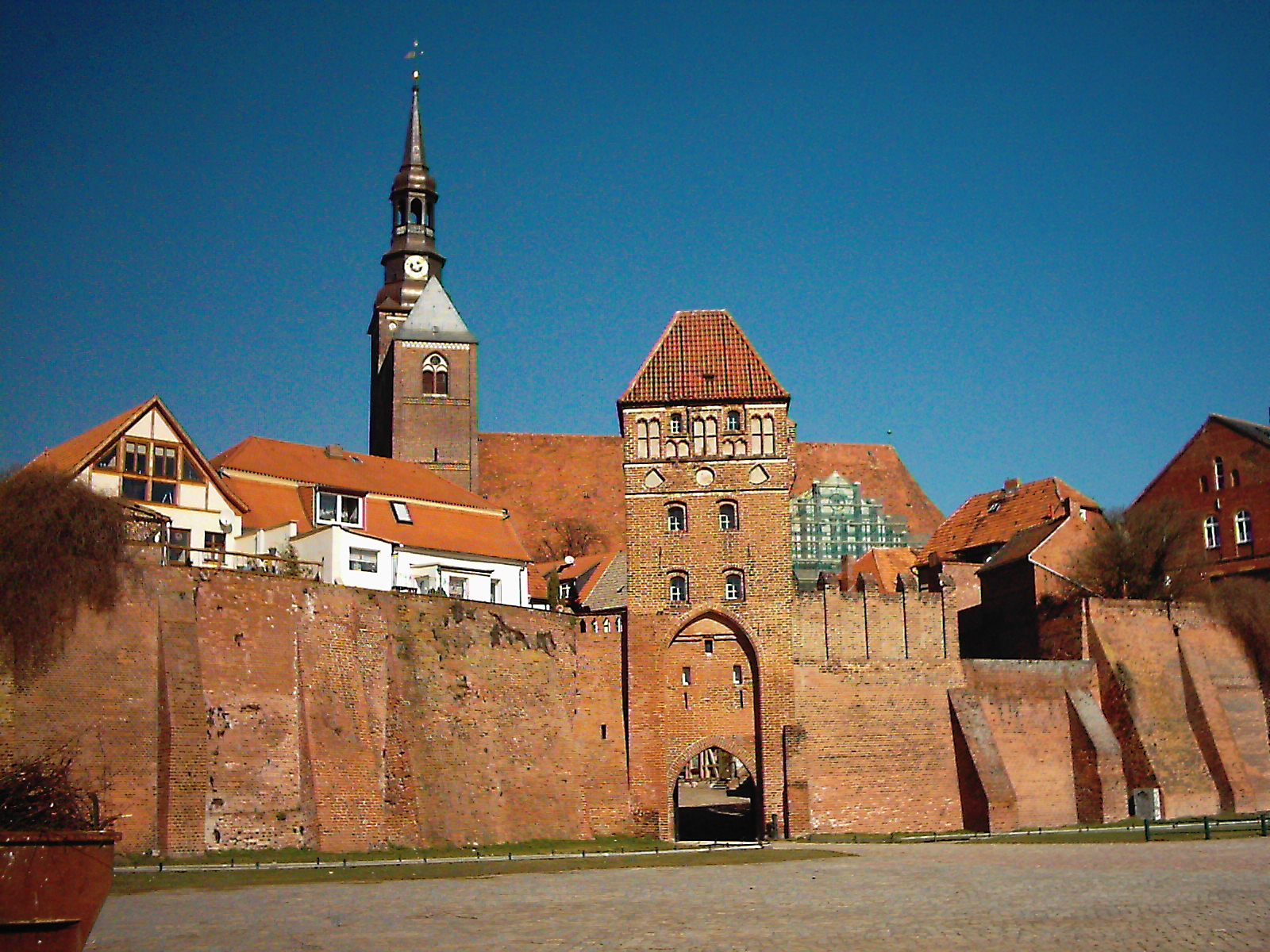
Цегляна готика в Тангермюнде

Альтмарк в основному характеризується сільським господарством. Завдяки високій частці пасовищних угідь велику роль відіграє тваринництво, зокрема, розведення великої рогатої худоби. Використання та переробка біомаси, наприклад, у біогаз, набуває все більшого значення; за останні роки в регіоні було побудовано багато біогазових установок. З 2009 року Альтмарк є одним з 25 біоенергетичних регіонів країни. Альтмарк є важливим місцем для деревообробної промисловості. Наприклад, на місці запланованої під Арнебургом за часів НДР атомної електростанції «Штендаль», нині промислово-торговельний парк «Альтмарк», розташовані паперова фабрика та один з найсучасніших целюлозно-паперових комбінатів Європи, а в Неттгау — завод з виробництва деревостружкових плит.
Іншим важливим сектором економіки є харчова промисловість. Позитивно розвивається транспортне машинобудування і в сфері компаній-постачальників для автомобільної промисловості.
Природний газ в Альтмарку видобувається з 1969 року. Він розташований у кількох родовищах, які займають площу близько 2000 квадратних кілометрів і залягають на глибині близько 3500 метрів під поверхнею землі. Родовище природного газу Альтмарк було другим за величиною в Західній і Центральній Європі, але воно майже вичерпане. У 1983 році було досягнуто максимального обсягу видобутку — 12,5 млрд куб. мНайбільше родовище було розташоване поблизу Пекенсена. До 2010 року було видобуто 209 млрд кубометрів природного газу. З колишніх понад 450 свердловин у 2010 році залишалося в експлуатації близько 130. Демонтаж об'єктів розпочався у 1998 році. Зокрема, необхідно утилізувати велику кількість токсичного бурового розчину. Поблизу Максдорфа була побудована інжекторна установка для зберігання CO2 на виснажених родовищах природного газу, але її експлуатація була припинена в 2012 р. Серед населення існує опозиція до зберігання CO2.
Альтмарк зарекомендував себе як туристичний центр. Традиційним регіоном для туризму є місцевість навколо озера Арендзе. Все більшого значення набуває верховий і велосипедний туризм (Ельбський веломаршрут, Альтмаркська траса), для якого пристосована рівнинна місцевість Альтмарку. Через регіон проходять численні надрегіональні маршрути, такі як Романський шлях, Дорога німецьких фахверкових будинків, Шлях Святого Якова або Зелений пояс.

## Культура

### Мова
Східно-нижньонімецька, відгалуження нижньонімецької мови, зрідка розмовляють у селах Альтмарку. Йоганн Фрідріх Даннейл описав особливості цього діалектного варіанту у своїй праці Wörterbuch der altmärkisch-plattdeutschen Mundart(укр. «Словник старогермансько-нижньонімецького діалекту»), опублікованій у 1859 р. На схід від Єтце говірки Альтмарку належали до нордмеркіш, а на захід від нього розмовляли на близькому до остфаліш діалекті — нордвестальтмеркіш.

### Архітектура

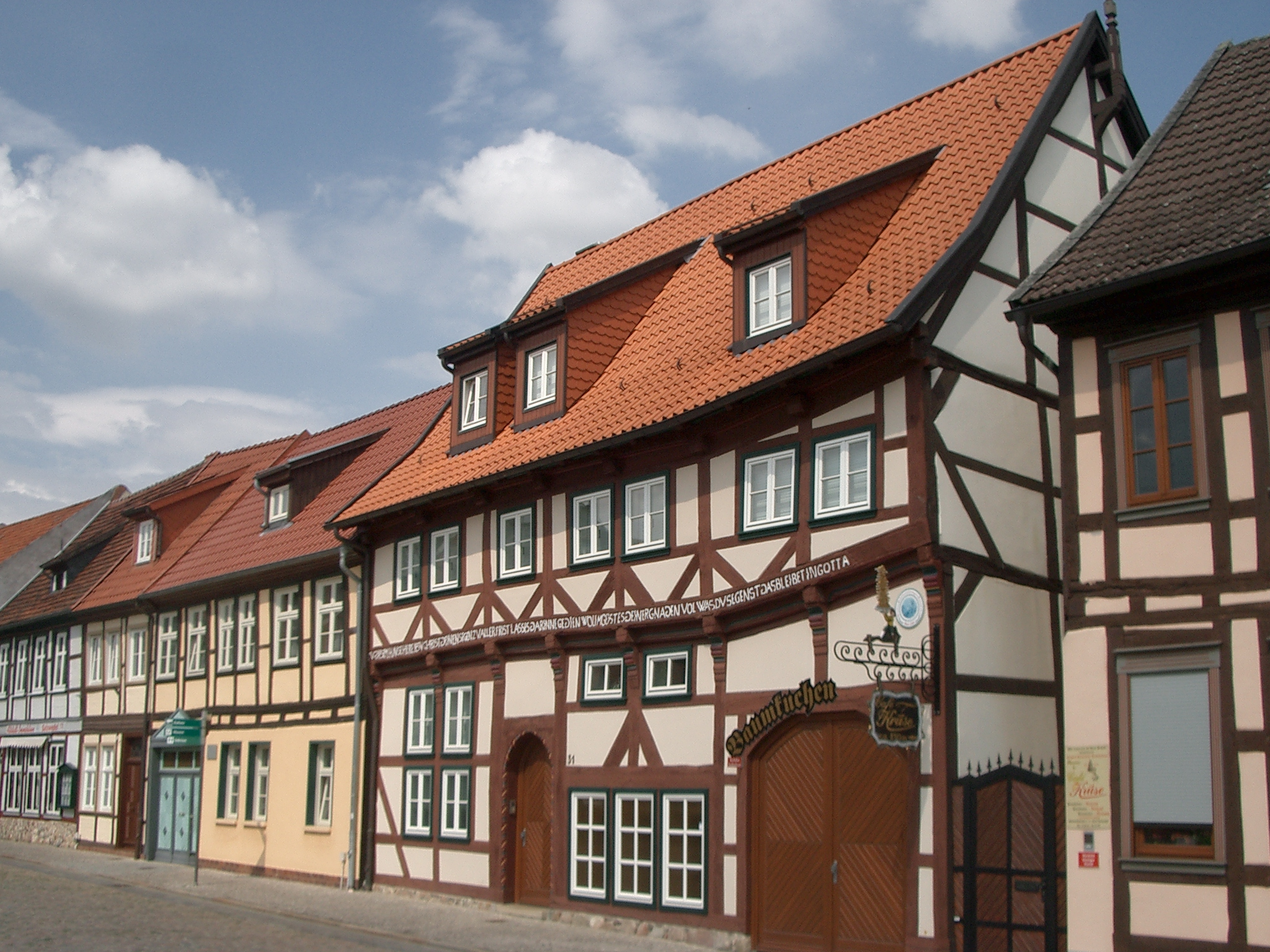
Фахверкові будинки в Зальцведелі

Багато великих церков у містах Альтмарка відносять до стилю цегляної готики. У селах майже 400 мурованих церков, переважно ХІІ-ХІІІ ст. Століття; на східному краю Дремлінга є численні фахверкові церкви. Велика також кількість світських будівель, які занесені до пам'ятників. У Тангермюнде, наприклад, можна знайти цілі вулиці будинків, які були побудовані відразу після міської пожежі в 1617 році. Сільська церква Остерволе вважається яскравим прикладом маньєризму. Під час колективізації після 1952 року Лангенапель було розширено у «зразкове соціалістичне село». У ряді сіл збереглися садиби та кілька замкових споруд.

### Їжа та напої
Кухня Старого Бранденбургу характеризується, перш за все, ситними, приземленими стравами, але в Зальцведелер Баумкухен вона також має ексклюзивні фірмові страви з надрегіональною привабливістю.

### Випивка
- Гарлі був найстарішим діючим пивним брендом у світі аж до його закриття в 2012 році і варився в Гарделеген з 1314.
- «Тангермюндерське пиво» вважається фірмовим напоєм Тангермюнде, але зараз його варять у Нойендорфі на заході землі Альтмарк.

### Випічка та кондитерські вироби
- Сальцведелер Баумкухен — трубчастий шаруватий торт, який випікається шарами на валику, що обертається перед відкритим вогнем, а потім покривається покриттям з цукру або шоколаду.
- Тангермюндський Nährstange(укр."Нерштанге") є відомими солодощами в регіоні.

### Інші страви

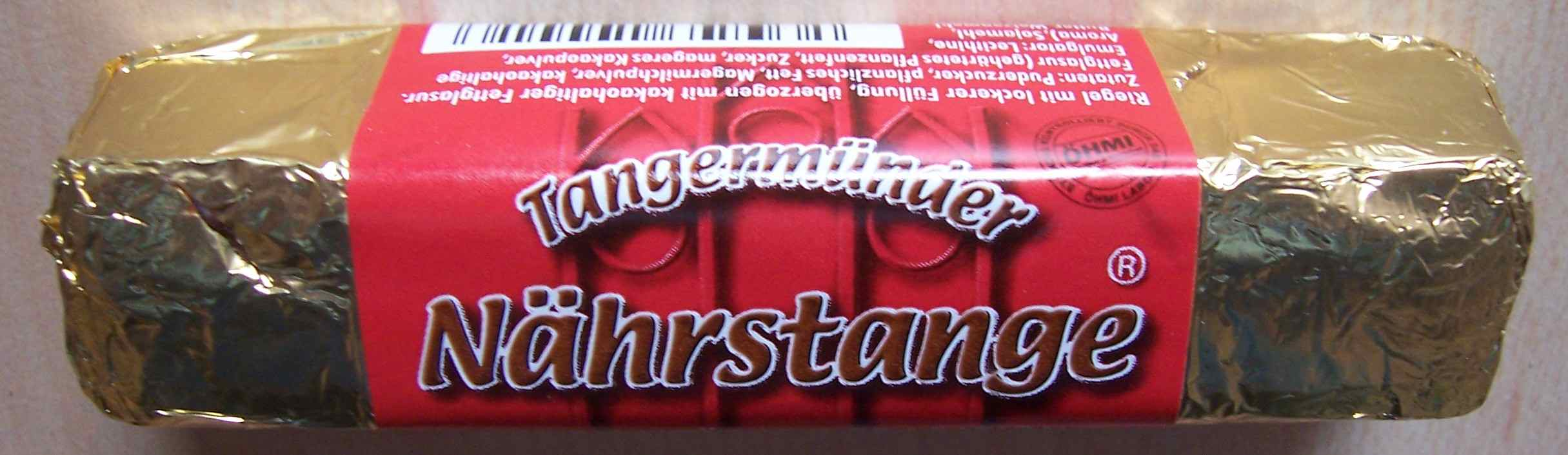
Швейна планка Tangermünde

- Швейна планка TangermündeAltmärkische Hochzeitssuppe(укр."Весільний суп Старої Марки") — прозорий курячий бульйон з кнедликами з фаршу, яєчними паличками та спаржею.
- «Grüne Bohnen mit Eierkuchen»(укр."Зелені боби з млинцями") — це тушкована квасоля, що подається з млинцями.
- Тушкований язик — м'ясна страва з яловичого язика.
- «Altmärkischer Tiegelbraten» складається з згущеного бульйону з баранини.
- Історичні сорти яблунь: Альтмаркер Браутапфель, Альтмаркер Гольдренетт і Альтмаркер Вінтергевюрцапфель

### Мистецтво
- У 2006 році в Альтмарку відбувся мистецький фестиваль «EuroLandArt 2006», на якому ландшафтне мистецтво на тему «LandWirtSchaf(f)t» було представлено в семи місцях (Апенбург, Арнебург, Арендзе, Какербек, Кальбе (Мільде), Зетхен) і Штайнфельд (Альтмарк)).
- Під назвою «Культура в особливих місцях» фестиваль Альтмарк з 2014 року організовує мистецтво та культуру на незвичайних майданчиках. Під мистецьким керівництвом Рейнхарда Зеєгафера знаходять своє місце традиційні концерти та вистави, а також нетрадиційні концертні форми та формати історичних заходів.

## Інфрастурктура

### Транспортне сполучення

#### Автошляхи
Через Альтмарк ведуть кілька головних доріг.
- B 71 з Ульцена через Зальцведель і Гарделеген до Магдебурга.
- B 107 від Гавельберга через Шенхаузен до Гентін.
- B 188 від Вольфсбурга через Оєбісфельде-Веферлінген, Гарделеген, Стендаль, Тангермюнде, Вюст-Фісчбек (біля Єрихова), Ретенов в Фризак.
- B 189 від Віттенберге через Зеехаузен (Альтмарк) і Стендаль до Магдебурга.B B 190 von Salzwedel über Arendsee nach Seehausen.
- B 248 von Wolfsburg über Salzwedel nach Люхов.

#### Залізничні лінії

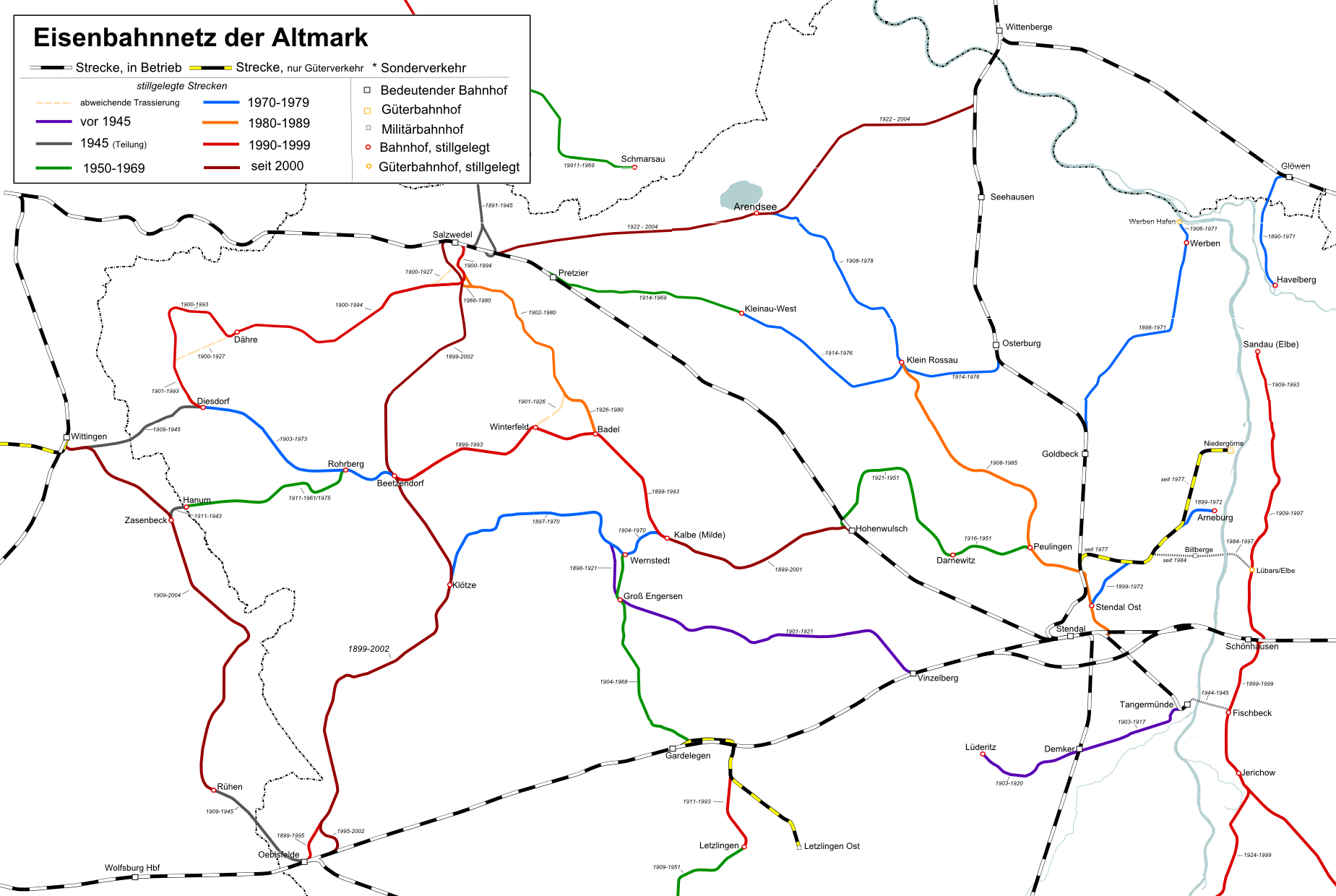
Залізнична мережа в Альтмарку. Більшість ліній на даний момент закриті.

Через Альтмарк проходять кілька залізничних ліній. Перші три з перелічених ліній мають надрегіональне значення і експлуатуються у пасажирському та вантажному сполученні, четверта — у пасажирському, п'ята — лише у вантажному (станом на 2010 рік).
- Ульзен-Зальцведель-Штендаль-Магдебург
- Ганновер-Гарделеген-Штендаль-Берлін
- Магдебург-Штендаль-Віттенберге
- Стендаль-Тангермюнде
- Борстель-Нідергорн

У минулому Альтмарк обслуговувався густою мережею дрібних і відгалужених ліній, які в основному використовувалися для перевезення сільськогосподарської продукції. До них належали мережі Altmärkische Kleinbahn, Salzwedeler Kleinbahnen та Stendaler Kleinbahn, а також залізнична лінія Oebisfelde-Salzwedel, якою поїзди курсували до 2002 року, та залізнична лінія Salzwedel-Geestgottberg, яка використовувалася до 2004 року.

#### Водні шляхи
Судноплавство відбувається на Ельбі і на південному заході Альтмарк на Міттельландканаль.

### Військова структура
Бундесвер зберігає тренувальний район Альтмарк в Альтмарці, в тому числі «Шнегерсбургське навчальне містечко». Місто Гаррісон — Гарделеген.

## Цитати
«Von diesem flachen Lande hier,
von der altmärkischen Heimat,
die ja auch die meinige ist,
ist die Kraft und der Anstoß zur Bildung
des kurbrandenburgischen Staates
und Preußens und schließlich
zur Wiedergeburt des deutschen Reiches ausgegangen.»
– Otto von Bismarck: Stendal, 12. Juli 1894
"З цієї плоскої землі тут,
старої ринкової батьківщини,
яка також є моєю,
Сила і поштовх для формування
виборців землі Бранденбург
і Пруссії, і нарешті
і, нарешті, до відродження Німецького Рейху"

– Отто фон Бісмарк: Штендаль, 12. Липня 1894